# Scotopteryx simplificata
Scotopteryx simplificata är en fjärilsart som beskrevs av Thierry-mieg 1907. Scotopteryx simplificata ingår i släktet backmätare, och familjen mätare. Inga underarter finns listade.